# Municipalità locale di Amahlathi
Amahlathi è una municipalità locale (in inglese Amahlathi Local Municipality) appartenente alla municipalità distrettuale di Amatole della  Provincia del Capo Orientale in Sudafrica. 
In base al censimento del 2001 la sua popolazione è di 138.648 abitanti.
La sede amministrativa e legislativa è la città di Stutterheim e il suo territorio si estende su una superficie di 4.268 km² ed è suddiviso in 20 circoscrizioni elettorali (wards). Il suo codice di distretto è EC124.

## Geografia fisica

### Confini
La municipalità locale di Amahlathi confina a nord con quelle di Lukhanji e Intsika Yethu (Chris Hani), a est con quelle di Mnquma e Great Kei, a sud con quella di Buffalo City e a sud e a ovest con quella di Nkonkobe.

### Città e comuni
- Amabele
- Amazizi
- Bethel
- Bolo
- Braunschweig
- Cathcart
- Cumakala
- Daliwe
- Dohne
- Eluxolweni
- Emthonjeni
- Frankfort
- Gxulu
- Heckel
- Hlubi
- Katikati
- Kei Road
- Keiskammahoek
- Keiskammahoek North
- Lusikisiki
- Mgwali
- Ngqika
- Peelton
- Stutterheim
- Toise
- Xolobe
- Zali's Location
- Zibula
- Zwelitsha

### Fiumi
- Big Thomas
- Cata
- Debe
- Groot - Kei
- Gqunube
- Keiskamma
- Kubusi
- Little Thomas
- Little Kubusi
- Mgwali
- Nahoon
- Thomas
- Thorn
- Toise
- Qwanti
- Waqu
- Wolf

### Dighe
- Cata Dam
- Gubu Dam
- Mnyameni Dam
- Sam Meyer Dam
- Sandile Dam